# 메타크리틱
메타크리틱(영어: Metacritic)은 2001년 1월에 설립된 음반, 게임, 영화, TV 프로그램과 DVD의 리뷰를 수집하는 웹사이트이다. 각 작품을 리뷰에서 나온 숫자로 나타낸 점수를 모아 합계를 내고 평균(가중 산술 평균)을 낸다. 제이슨 디에츠와 마크 도일, 줄리 도일이 1999년 만들었다. 각 리뷰에서 발췌한 내용에 하이퍼링크를 달아 원본을 볼 수도 있다. 평론가들의 추천 강도를 요약해 녹색, 노란색, 빨간색으로 표현한다. 이 색들은 제품이 평론가들과 좁은 범위의 일반인들 사이의 대체적으로 느끼는 생각을 표현해준다. 비디오 게임 산업에서는 온라인 리뷰 애그리게이터 사이트 중 으뜸으로 꼽힌다. 예전에는 책의 점수도 구하였다.
메타크리틱의 점수는 각 리뷰에서 부여한 점수를 수학적으로 또는 리뷰의 질에 따라 주관적으로 결정하는 비율로 변환한다. 평균을 내기 전에, 점수는 평론가의 명성, 지위, 평론량에 따라 가중치가 부여된다. 메타크리틱은 리뷰 애그리게이터 웹사이트로서 그 우수성을 인정받으면서 웹비 어워드를 두 번 수상하였다. 하지만 평가 시스템, 등급을 포함하지 않는 리뷰에 대한 점수 할당, 점수에 영향을 미치려는 제3자의 시도, 사용자 리뷰에 대한 직원 감독 부족 등이 비판을 받고 있는 점이다.

## 역사

메타크리틱의 본래 로고

메타크리틱은 2001년 1월 마크 도일과 그의 남매인 줄리 도일 로버츠, 그리고 서던캘리포니아 대학교 로스쿨 학우였던 제이슨 디에츠가 사이트를 만들기 시작한지 2년 만에 처음 만들어졌다. 당시 로튼 토마토는 이미 영화 리뷰를 수집하는 일을 하고 있었으나, 도일과 로버츠, 그리고 디에츠는 더 넓은 범위의 매체를 다룰 수 있는 기회를 보았다. 2005년에 메타크리틱을 CNET에 판매하였다. 이후 CNET와 메타크리틱은 CBS 코퍼레이션에 인수되었다.

## 메타스코어
| 표시                                             | 표시                                                   | 비디오 게임 | 영화/텔레비전/음악 |
| ------------------------------------------------ | ------------------------------------------------------ | ----------- | ------------------ |
|                                                  | 전폭적인 호평 Universal acclaim                        | 90–100      | 81–100             |
| 대체로 긍정적인 평가 Generally favorable reviews | 75–89                                                  | 61–80       |                    |
|                                                  | 복합적 및 평균적인 평가 Mixed or average reviews       | 50–74       | 40–60              |
|                                                  | 대체적으로 부정적인 평가 Generally unfavorable reviews | 20–49       | 20–39              |
| 압도적인 혹평 Overwhelming dislike               | 0–19                                                   | 0–19        |                    |

## 같이 보기
- 로튼 토마토
- 게임랭킹스